# Musée de la Mer de Sète
Le musée de la Mer est un musée de la ville de Sète, situé en face de la Méditerranée, entre le cimetière marin de Sète et le théâtre de la Mer.

## Description
Le musée de la Mer, géré par la mairie de Sète, a été inauguré en mai 2014. Le bâtiment aux lignes épurées rend hommage à Le Corbusier et au style des années 1920.
Le musée présente à travers des objets et instruments, des documents et des photographies, l'histoire depuis le XVIIIe siècle du port de Sète, des hommes qui l'ont construit et de ses traditions séculaires comme la joute languedocienne.
La salle principale abrite la collection de maquettes de bateaux de pêche réalisées par l'ancien charpentier de marine André Aversa, qui en a fait don à la ville. Cette collection a été classée en 2010 à l'inventaire des monuments historiques[réf. nécessaire]. Elle déroule toute l'histoire de la construction navale à Sète, notamment l'histoire de la famille Aversa. Fuyant la misère du golfe de Naples, Luigi Aversa, le grand-père d’André, s'établit à Sète à la fin du XIXe siècle. Ses fils et petit-fils ont poursuivi l'activité et participé ainsi à l'évolution de la flottille locale, depuis les chaluts-bœufs à gréement latin jusqu'aux derniers chalutiers en bois à pêche arrière.
Deux salles sont réservées aux joutes languedociennes et présentent une collection de pavois et de lances, des chariots d'entraînement, des drapeaux de jouteurs, des costumes anciens et récents et des œuvres d'art.

## Galerie

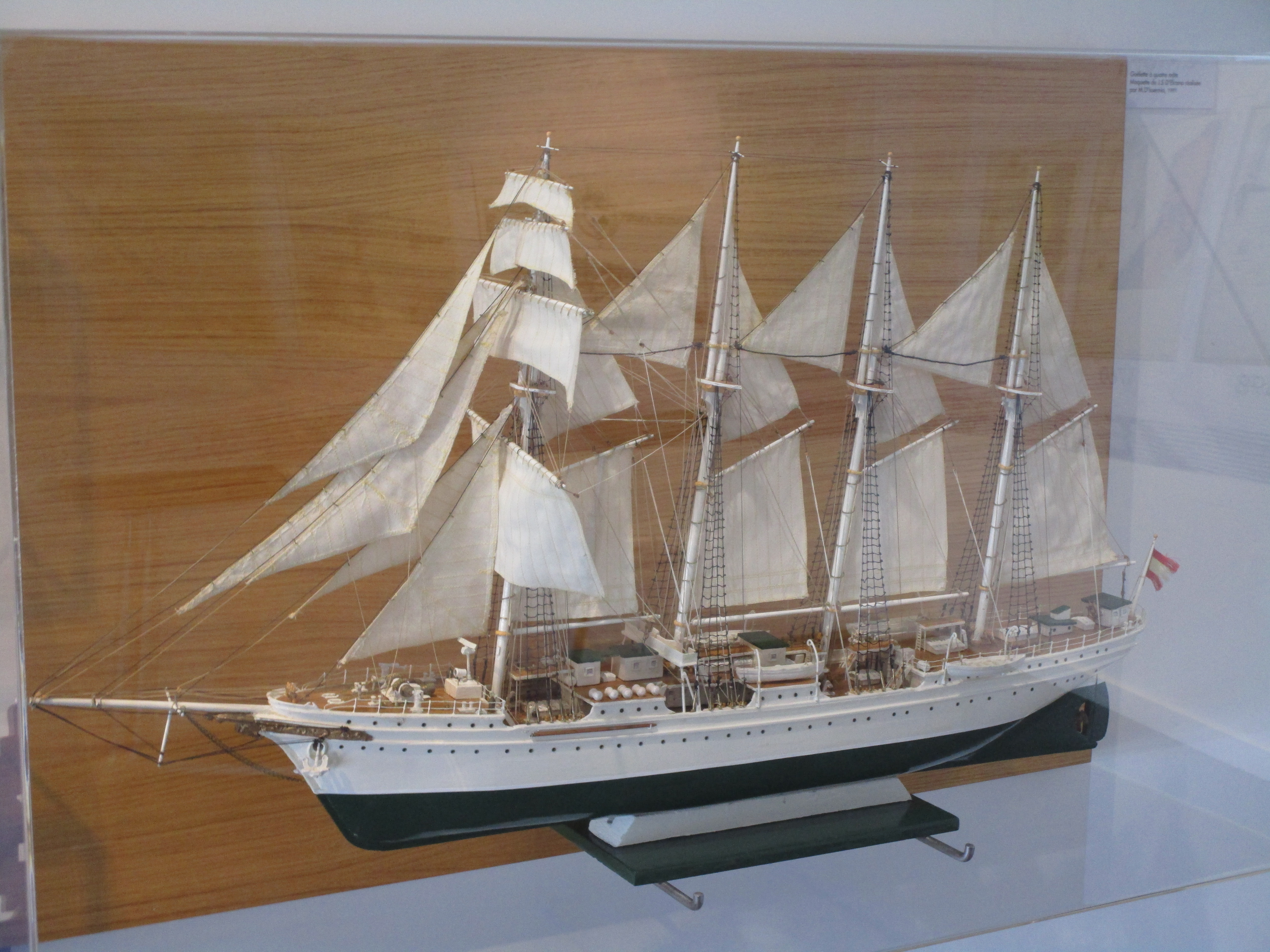
Maquette du navire-école Juan Sebastián de Elcano.
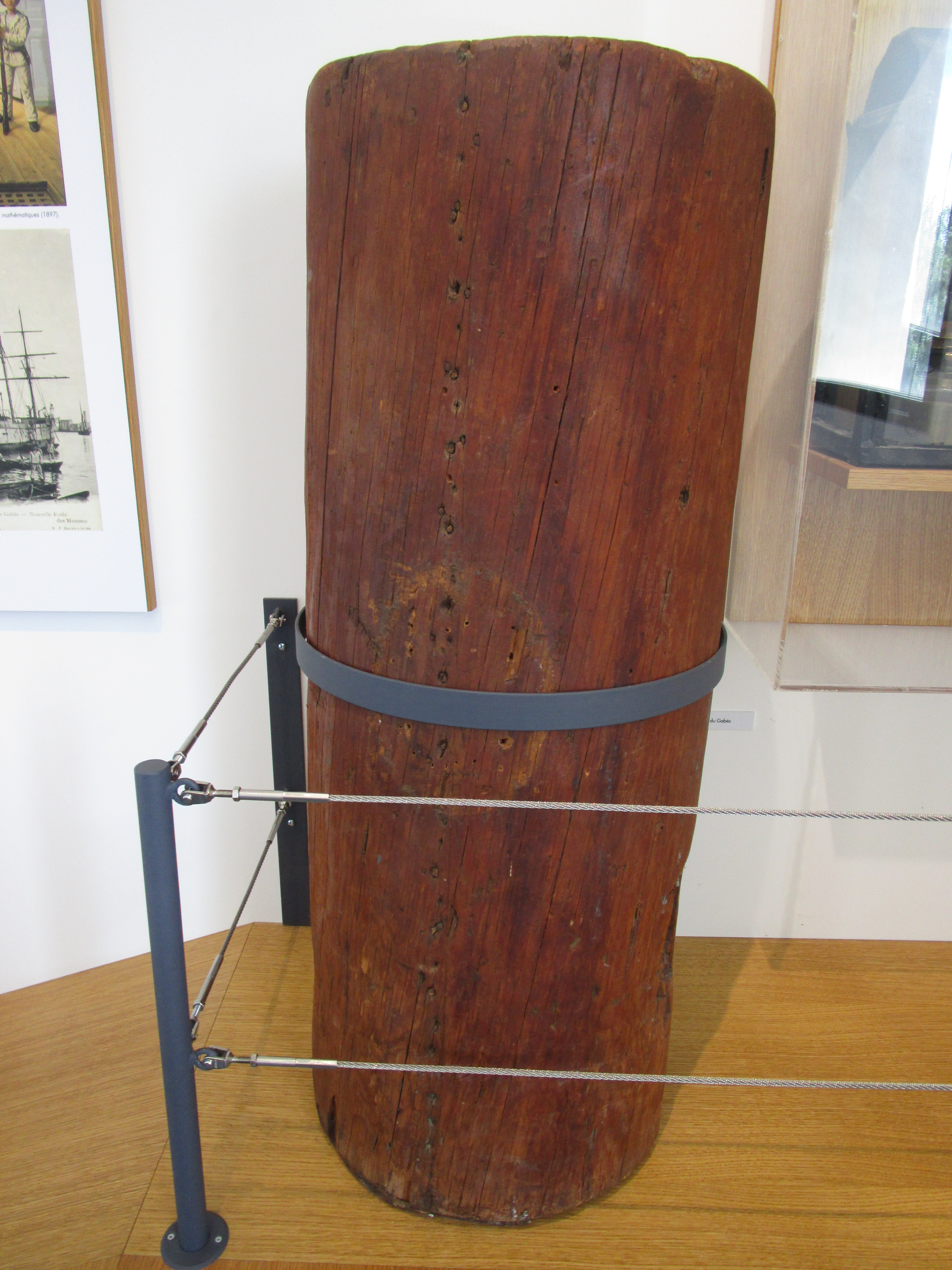
Une partie d'un des trois mats du voilier Gabès.